# Emil Hauck
Emil Hauck (* 12. November 1879 in Wien; † 6. Jänner 1972 ebenda) war ein österreichischer Tierarzt, Kynologe und Zoologe.

## Leben
Emil Hauck wurde am 12. November 1879 in Wien als einziger Sohn eines Huf- und Kurschmiedes geboren. Hauck studierte Jura und später Veterinärmedizin und schloss beide Studien erfolgreich ab (Promotion zum Dr. jur. und zum Dr. med. vet.). Er war von 1915 bis 1918 Cheftierarzt des k.u.k. Kriegshundeführerkurses. Er war Zuchtwart des 1909 gegründeten Österreichisch-ungarischen Polizeihundvereines. Hauck führte den Titel Professor h.c.

## Leistungen
Hauck baute eine umfangreiche kynologische Sammlung auf, die sich im Besitz des ÖKV befindet und den Grundstock für das Europäische Hundemuseum bildet. Er setzte sich für die Anerkennung des Österreichischen Pinschers als Hunderasse ein, erreichte diese und erwarb große Verdienste in der Entwicklung der Rasse. Außerdem wurde die Zucht des Bullterriers in Österreich wesentlich durch ihn beeinflusst. Er war 1913 an der Gründung des Österreichischen Bullterrier-Club in Wien beteiligt. 1924 gab er mit diesem einen eigenen Rassestandard heraus, da er den englischen Standard ablehnte.
Hauck ist Autor und Herausgeber zahlreicher kynologischer Werke. Auch ein Pferdemuseum übernahm Teile seines Nachlasses.

## Ehrungen
Der Österreichische Bullterrier-Club veranstaltet regelmäßig eine Hundeausstellung als Hauck Memorial. Die Veranstaltung fand 2008 zum 19. Mal statt.

## Werke
- Die Schädelform des Coyoten (Canis latrans). In: Sitzungsberichte der Akademie der Wissenschaften mathematisch-naturwissenschaftliche Klasse. Band 146, 1937, S. 35–44 (zobodat.at [PDF; 1 MB]).
- Canis pallipes, der indischspersische Wolf. In: Sitzungsberichte der Akademie der Wissenschaften mathematisch-naturwissenschaftliche Klasse. Band 155, 1946, S. 83–95 (zobodat.at [PDF; 3,5 MB]).
- Die Hunde des sumerisch-akkadischen und babylonisch-assyrischen Kulturkreises. In: Sitzungsberichte der Akademie der Wissenschaften mathematisch-naturwissenschaftliche Klasse. Band 155, 1946, S. 63–82 (zobodat.at [PDF; 1,5 MB]).
- Der Hund des Bauern. Natur und Land 1949_12, 1949, S. 211–212 (zobodat.at [PDF; 412 kB]).
- Oberzeiringer Funde von Hunde-Knochenresten im Jahre 1958. In: Mitteilungen der Abteilung für Zoologie und Botanik am Landesmuseum Joanneum. Heft 9, Graz 1959, S. 1–9 (zobodat.at [PDF; 818 kB]).